# Hēdonē
Hēdonē (ηδονη) är ett grekiskt ord som betyder njutning. Hēdonē var målet som bland andra den antika filosofen Epikuros ansåg att människan skulle sträva efter. För Epikuros innebar ordet sökning efter njutning som enbart bar med sig goda konsekvenser. För att uppnå hēdonē, ansåg Epikuros att man först måste uppnå ataraxia, lugn i kropp och själ, och aponia, frånvaro av smärta. Termen hēdonē ligger till grund för namnet på den moralfilosofiska teorin hedonism.
Hēdonē är även namnet på de grekiska gudarna Eros och Psyches dotter.